# Balatonfüred (district)
Het District Balatonfüred (Balatonfüredi járás) is een district (Hongaars: járás) in het Hongaarse comitaat Veszprém. De hoofdstad is Balatonfüred. Het district bestaat uit 1 stad (Hongaars: város) en 22 gemeenten (Hongaars: község).

## Plaatsen
- Alsóörs
- Aszófő
- Balatonakali
- Balatoncsicsó
- Balatonfüred
- Balatonszepezd
- Balatonszőlős
- Balatonudvari
- Csopak
- Dörgicse
- Lovas
- Monoszló
- Óbudavár
- Örvényes
- Paloznak
- Pécsely
- Szentantalfa
- Szentjakabfa
- Tagyon
- Tihany
- Vászoly
- Zánka